# Schützenpanzerwagen Sd.Kfz. 250
Der leichte Schützenpanzerwagen Sd.Kfz. 250 (Sonderkraftfahrzeug 250) war ein Halbkettenfahrzeug aus deutscher Produktion, das im Zweiten Weltkrieg von der Wehrmacht eingesetzt wurde. Als leichter Schützenpanzerwagen (SPW) gehörte es zur Ausrüstung der Panzeraufklärungsabteilungen und einiger Kradschützenabteilungen.

## Entwicklung
Der grundsätzliche Gedanke, dass die Infanterie auf dem Schlachtfeld in Fahrzeugen transportiert werden müsse, um die Geschwindigkeit der künftigen, schnelleren Panzerkampfwagen zu halten, wird schon 1927 in Fritz Heigls Taschenbuch der Tanks erwähnt. Heigl lehnte jedoch Halbkettenfahrzeuge ab, da diese im Gelände nicht die Leistungsfähigkeit von Kettenfahrzeugen zeigten, was sich Jahre später durch die technische Weiterentwicklung ändern sollte. Um 1935 wurde aus dem Offizierskorps die Idee eingebracht, dass die gepanzerten Fahrzeuge für die Infanterie als Halbkettenfahrzeuge ausgeführt werden könnten, da man die Entwicklung und Nutzung dieser Fahrzeuge in Frankreich beobachtet hatte.
Die Entwicklung eines leichten Schützenpanzerwagens begann gemäß der Forderung des Oberkommandos des Heeres vom 18. Oktober 1939, das Schützenregiment 1 (der 1. Panzer-Division) sowohl mit mittleren Schützenpanzerwagen Sd.Kfz. 251 (155 Fahrzeuge) als auch mit leichten gepanzerten Halbkettenfahrzeugen (90 Stück) auszurüsten. Man hatte demnach im Allgemeinen Heeresamt (AHA) im Inspektorat 6 entschieden, für bestimmte Aufgaben des Schützenregimentes ein kleineres und wohl günstigeres Fahrzeug einzusetzen, da die mittleren SPW für manche Aufgaben überdimensioniert erschienen.
Der Demag wurde die Aufgabe übertragen, auf Basis des leichten Zugkraftwagens 1t (Sd.Kfz. 10) in der Ausführung D7 ein Fahrgestell für das neue, gepanzerte Fahrzeug zu entwickeln, welches dann als D7p bezeichnet wurde. Die Änderungen gegenüber dem Zugkraftwagen folgten dem gleichen Schema wie beim mittleren SPW, das heißt Anpassung des Kühlers an den Einbau in der Panzerung, Abwinkeln des Lenkrades um 90°, Verlegung des Kraftstofftanks und der Auspuffanlage. Ferner wurden Wannenbleche in Panzerstahl-Ausführung verwendet. Eine äußerlich erkennbare Fahrwerksänderung war allerdings die Verkürzung des Kettenlaufwerks um eine Laufrolle.
Beteiligt an der Entwicklung war laut einem Geheimdokument des „Sonderausschusses Pz. V“ aus dem Jahr 1942 die Büssing-NAG für den Panzeraufbau.
Ein Bericht des Heereswaffenamtes im Mai 1939 nennt das neue Fahrzeug 1 to Mannschaftstransportwagen gepanzert (Kfz. 250). Im Kriegsstärkenachweis 1104 / 1197 vom 19. Oktober desselben Jahres wird die Bezeichnung leichter gepanzerter Mannschaftstransportwagen (Sd.Kfz. 250) verwendet. Am 20. Dezember 1939 wird das Fahrzeug als gepanzerter Zugkraftwagen (Sd.Kfz. 250) bezeichnet.

## Motor und Kraftübertragung
Der 6-Zylinder-Maybach-Vergasermotor HL 42 TRKM mit 4170 cm³ Hubraum leistete 100 PS (74 kW) bei 3000 Umdrehungen in der Minute.
Das halbautomatische Maybach-Gangvorwahl-Schaltreglergetriebe Variorex SRG 102128H mit sieben Vorwärts- und drei Rückwärtsgängen war für die damalige Zeit sehr modern und dabei einfach zu bedienen.

## Produktion

### 0-Serie
Die Fertigung des Sd.Kfz. 250 begann mit einer 0-Serie von 15 Fahrzeugen deren geschweißte Panzerwannen und Panzeraufbauten von den Deutschen Edelstahlwerken gefertigt wurden. Die Auslieferung dieser Fahrzeuge war letztlich für Mai 1941 vorgesehen, durch eine neuerliche Verzögerung erfolgte die Lieferung zusammen mit den ersten weiteren 24 Serienfahrzeugen im Juni 1941.

### Ausführung A
Vielfach gewinkelter, dadurch komplizierter Panzeraufbau mit vielen Schrägen aus insgesamt 19 Panzerplatten, Gewicht 4,6 t gefertigt bis Mai 1943, dann nur Verarbeitung vorhandenen Materials.

#### Panzeraufbau Ausf. A

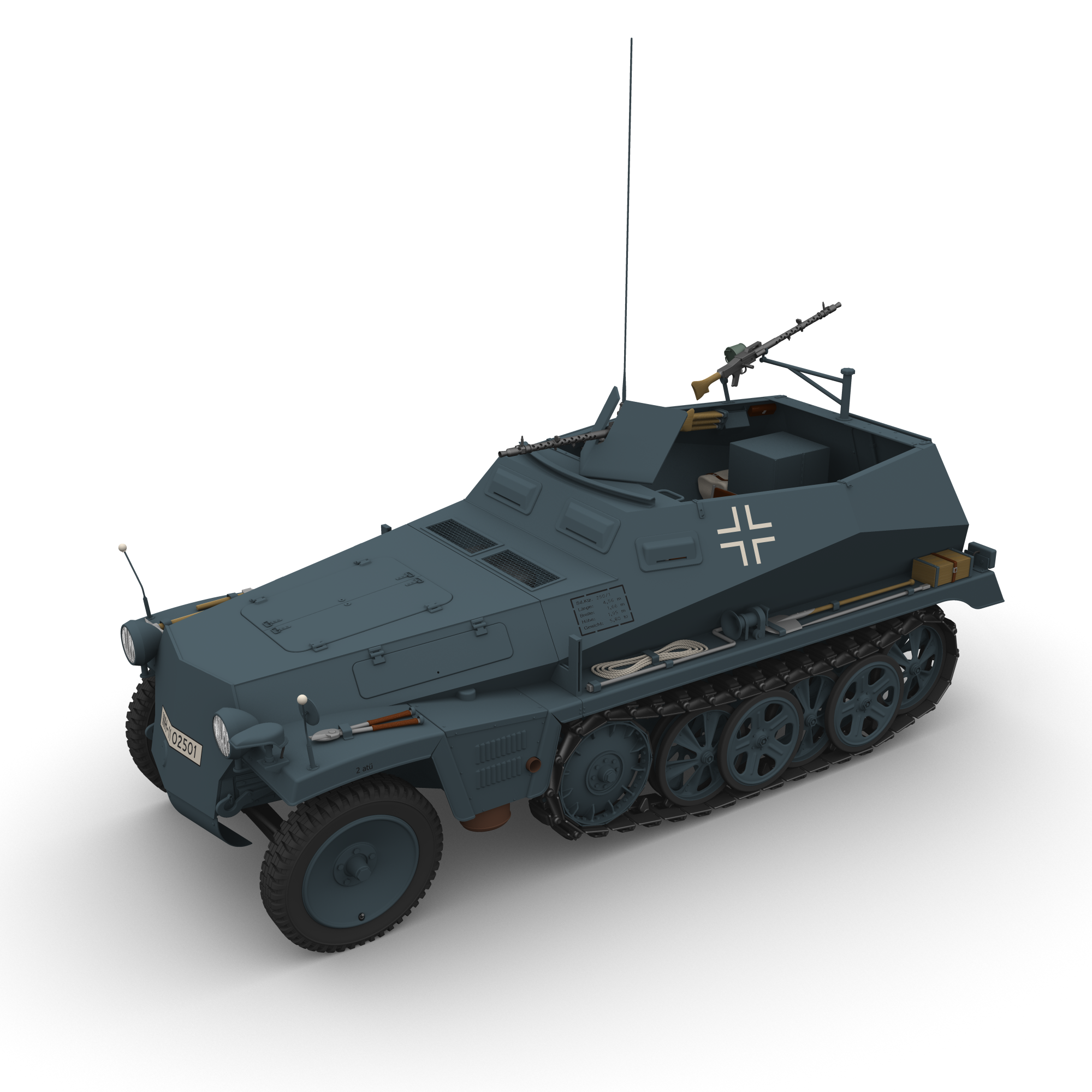

Vom Panzeraufbau für die frühen Fahrzeuge gab es drei verschiedene Versionen:
- Nullserie, von der im Jahr 1940 von DEW 15 Stück gefertigt wurden
- Panzeraufbau Sd.Kfz. 250E, die offiziell genehmigte Serienversion
- Panzeraufbau Sd.Kfz. 250/Z, eine Serienversion (400 Stück), die nur von Böhler hergestellt wurde, bevor das Unternehmen vor November 1941 die Fertigung auf den Panzeraufbau Sd.Kfz. 250E umstellte

Die Serienversion Sd.Kfz. 250E unterscheidet sich von der Nullserie in folgenden Details:
- Einheits-Sehklappen um 50 mm tiefer eingebaut
- Kleinere Scharniere an den seitlichen Motor-Wartungsklappen
- Scheinwerfer waren auf den Rad-Schutzblechen angebracht statt vor den Schutzblechen an der Panzerwanne
- Schutzbleche durch Bördelung verstärkt
- Kombinierter Werkzeug- und Staukasten auf dem rechten Schutzblech (zwischen Rad- und Kettenschutzblech)

Die Version Sd.Kfz. 250/Z wurde von Böhler parallel zur offiziell genehmigten Serienversion gefertigt. Wieso dies vom Waffenamt geduldet wurde, ist nicht überliefert. Böhler stellte zunächst von August 1940 bis April 1941 250 Panzerwannen für den leichten gepanzerten Beobachtungskraftwagen (Sd.Kfz. 253) mit geschlossenem Aufbau her, bevor sie mit der Produktion der Panzerwanne für das Sd.Kfz. 250 begann. Die Umstellung wurde lediglich durch das Weglassen der Dachpanzerung bewerkstelligt. Der Panzeraufbau Sd.Kfz. 250/Z unterscheidet sich vom Panzeraufbau Sd.Kfz. 250E in folgenden Merkmalen:
- Nicht verstärkte Schutzbleche (wie bei der Nullserie)
- Fahrer-Frontpanzerung um 21 Grad statt um 30 Grad geneigt
- Sehklappen in der Fahrer-Frontpanzerung mit zwei Sehschlitzen
- Flacherer Winkel der Heckpanzerung (26 Grad statt 10 Grad), wodurch das Heck etwas ausladender ist
- Sehklappe in der Hecktür
- Acht Hebehaken an der Oberseite der Panzerung
- Scheinwerfer über den Rad-Schutzblechen an der Panzerung montiert
- Werkzeug-Kasten separat, auf rechtem Kettenschutzblech montiert
- Nummernschild unter der Bugpanzerung – beim Panzeraufbau Sd.Kfz. 250E war das Nummernschild lediglich auf die Bugpanzerung aufgemalt
- Rechts hinten oben in der Seitenpanzerung eine verschlossene Öffnung (beim Sd. Kfz. 253 war dort eine Funk-Antenne angebracht)

### Ausführung B

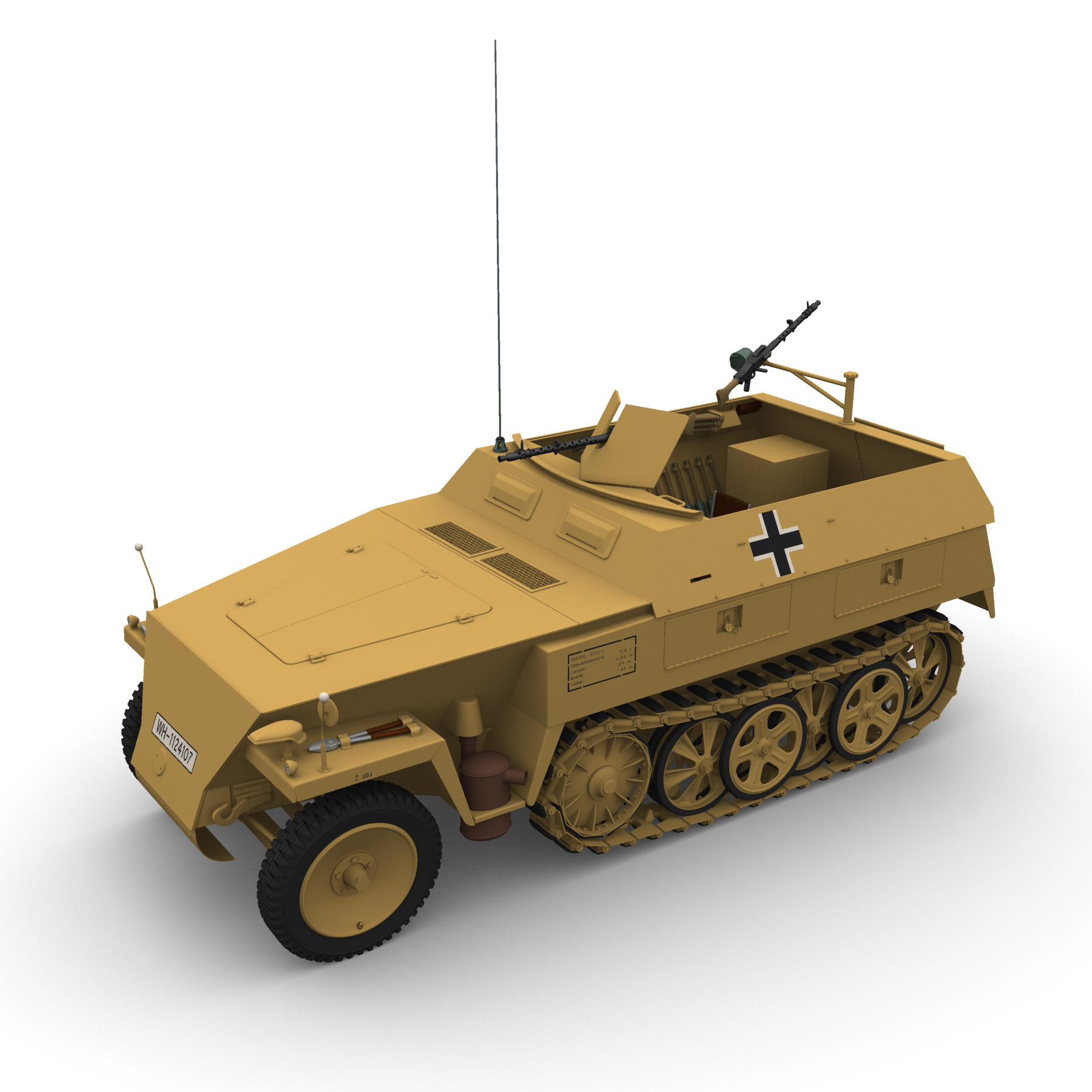

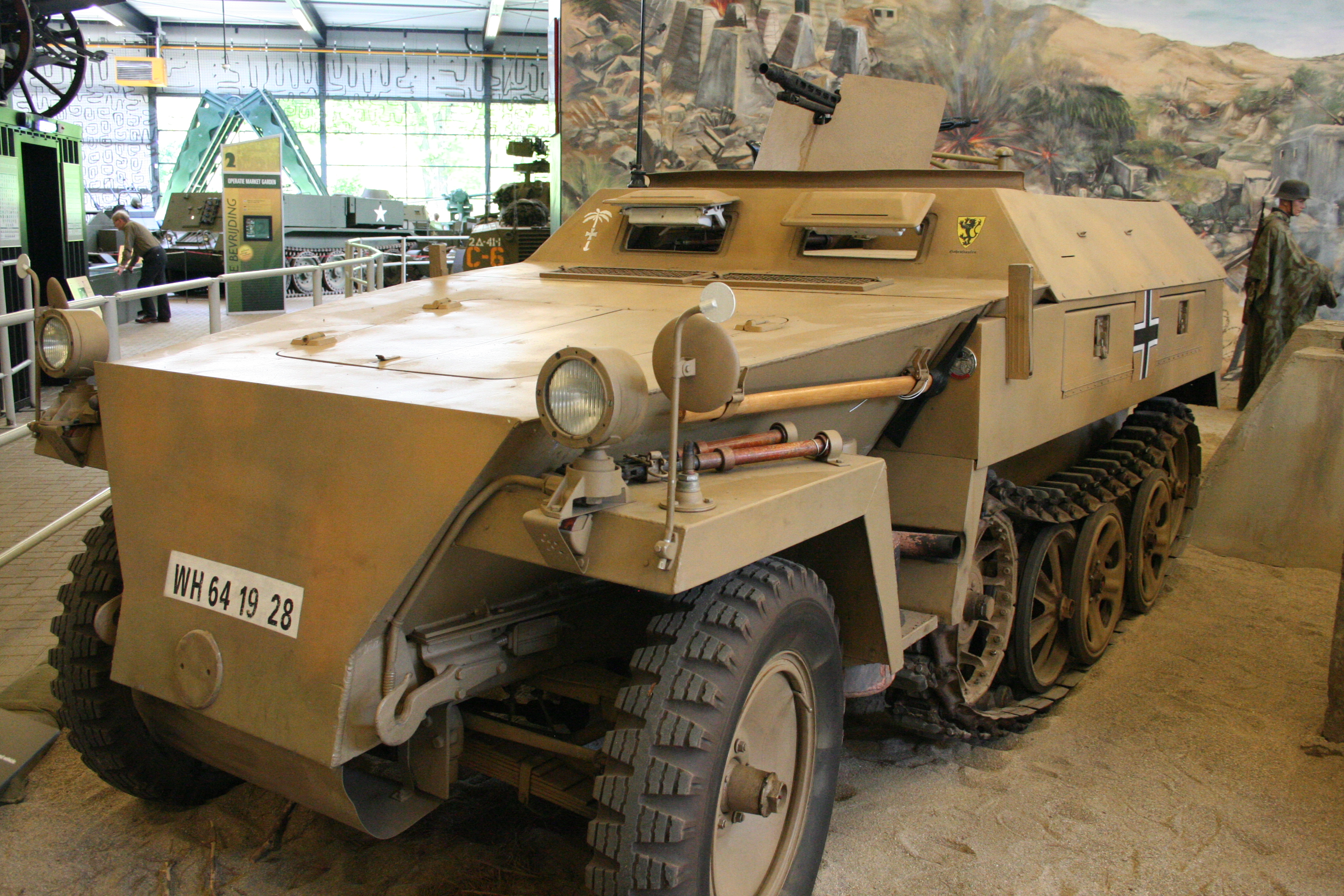
Sd.Kfz. 250/1 Ausf. B Museum Overloon

Kastenförmiger, vereinfachter Aufbau, nur noch neun Panzerplatten, Gewicht 5,38 t. Genauer Fertigungsbeginn ist nicht dokumentiert. Das erste nachgewiesene Fahrzeug wurde Ende Juni 1943 von Demag gefertigt.

### Fertigungsprozess
Die Fertigung war in vier Bauabschnitte unterteilt: Panzerwanne, Fahrwerk, Panzeraufbau und Endmontage.
Die Panzerwanne wurde von vier verschiedenen Firmen hergestellt:
- Böhmisch-Mährische Maschinenfabrik (BMM)
- Witkowitzer Eisenwerke
- Poldi-Hütte
- Bismarck-Hütte

Von diesen Firmen war nur die Bismarckhütte technologisch in der Lage, geschweißte Panzerwannen herzustellen. Da die Produktion dort erst im April 1943 begann, waren bis auf wenige Ausnahmen sämtliche Fahrzeuge mit geschweißter Wanne vom Typ Sd. Kfz. 250 Ausf. B. Die anderen drei Firmen stellten dagegen genietete Panzerwannen her.
Anschließend wurde das von Demag entwickelte Fahrgestell in die Panzerwanne eingebaut. Die Fahrgestelle wurden von vier Firmen hergestellt:
- Demag
- Adlerwerke
- Büssing-NAG
- Mechanische Werke Cottbus (MWC)

Den Panzeraufbau fertigten vier verschiedene Werke:
- Böhler-Werk in Kapfenberg, Österreich
- Deutsche Edelstahlwerke (DEW), Werk Hannover
- Bismarck-Hütte
- Ferrum-Werk Laurahütte in Oberschlesien

Die Fahrzeugendmontage erfolgte bei sechs verschiedenen Firmen:
- Büssing-NAG in Braunschweig
- Eisenwerk Weserhütte in Bad Oeynhausen
- Waggon- und Maschinenbau AG (Wumag) in Görlitz
- Evens und Pistor in Kassel
- Wegmann in Kassel
- Deutsche Werke in Kiel

Insgesamt bauten die Montagewerke, basierend auf den Abnahmezahlen des Waffenamtes, von Juni 1941 bis April 1945 6.628 leichte SPW aller Versionen:
- 1941: 0389
- 1942: 1374
- 1943: 2895
- 1944: 1701
- 1945: 0269

## Versionen
Für die verschiedensten Einsatzzwecke gab es von dem Fahrzeug eine Vielzahl von Unterausführungen.

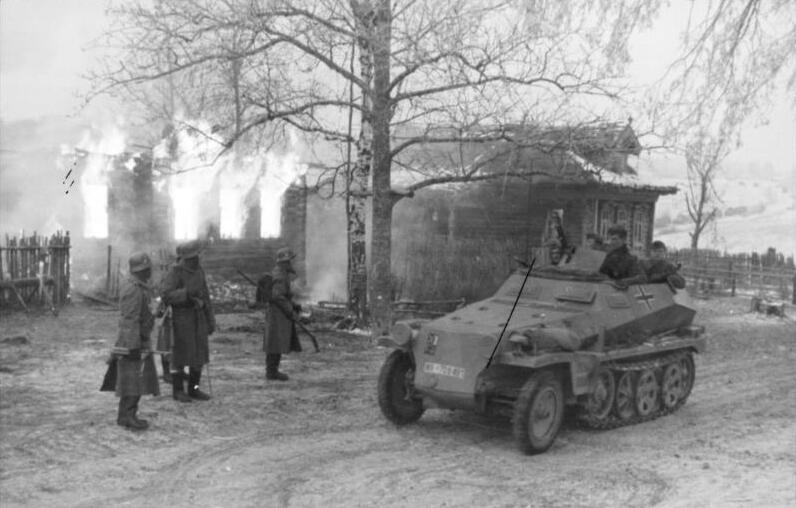
Sd.Kfz. 250/1 – leichter Schützenpanzerwagen für sechs Soldaten, davon ein Fahrer. Zwei MG 34 mit 2010 Schuss.
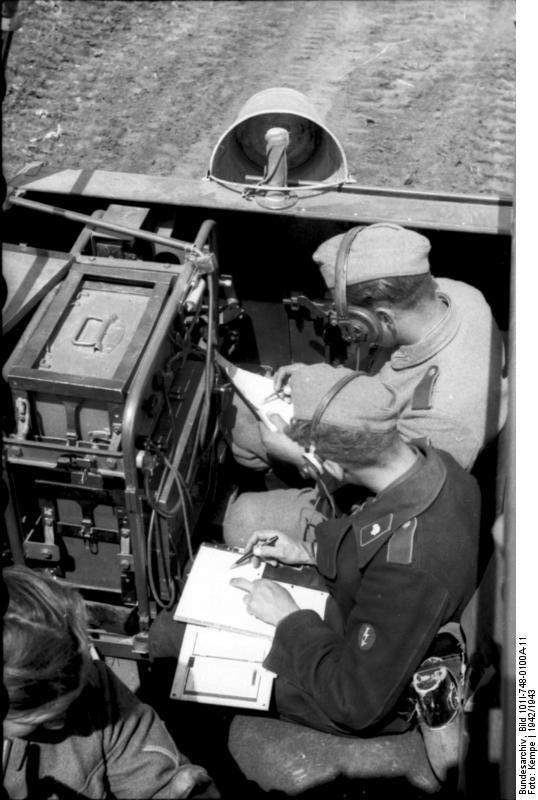
Sd.Kfz. 250/2 – leichter Fernsprech-Panzerwagen. Ein MG 34 mit 2010 Schuss.
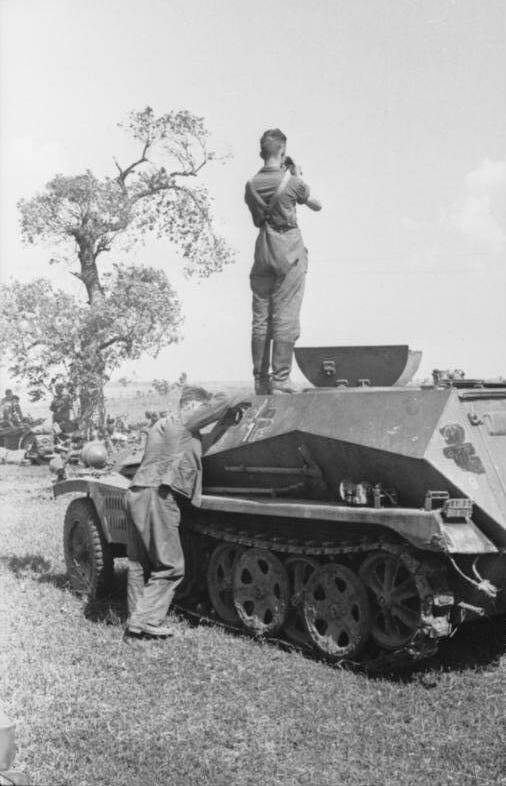
Sd.Kfz. 250/3 – leichter Funkpanzerwagen für vier Soldaten, Gewicht: 5,75 t. Fünf Ausführungen mit verschiedener Ausstattung an Funksprechgeräten:
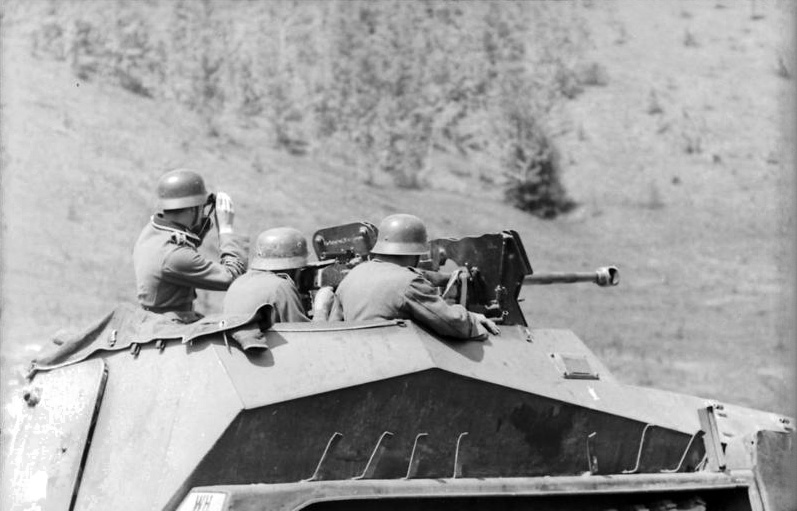
Sd.Kfz. 250/11
  - Sd.Kfz. 250/3-I – leichter Funkpanzerwagen (Fu 7, Fu 18)
  - Sd.Kfz. 250/3-II – leichter Funkpanzerwagen (Fu 5, Fu.Spr. f)
  - Sd.Kfz. 250/3-III – leichter Funkpanzerwagen (Fu 8, Fu 4, Fu.Spr. f)
  - Sd.Kfz. 250/3-IV – leichter Funkpanzerwagen (Fu 8, Fu.Spr. f)
  - Sd.Kfz. 250/3-V – leichter Funkpanzerwagen (Fu 12, Fu.Spr. f)
- Sd.Kfz. 250/4 – Truppenluftschutzpanzerwagen, mit zwei MG 34 in Zwillings-Sockellafette (nicht eingeführt)
- Sd.Kfz. 250/5-I – leichter Beobachtungspanzerwagen für Sturmgeschützabteilungen mit zwei MG 34 und einem Scherenfernrohr
- Sd.Kfz. 250/5-II – leichter Aufklärungspanzerwagen
- Sd.Kfz. 250/6 – leichter Munitionspanzerwagen für Sturmgeschütze:
  - Sd.Kfz. 250/6, Ausf. A – zum Transport von 70 Schuss für die „kurze“ 7,5-cm-Sturmkanone 37 L/24
  - Sd.Kfz. 250/6, Ausf. B – zum Transport von 60 Schuss für die „lange“ 7,5-cm-Sturmkanone 40 L/48, Gewicht: 6,29 t.
- Sd.Kfz. 250/7 – leichter Schützenpanzerwagen (schwerer Granatwerfer):
  - Sd.Kfz. 250/7, Ausf. a als Werferträger mit 8-cm-Granatwerfer 34 und zwölf Wurfgranaten. Ein MG 34 mit 2010 Schuss
  - Sd.Kfz. 250/7, Ausf. b als Munitionsträger mit 66 Wurfgranaten. Gewicht: 6,11 t
- Sd.Kfz. 250/8 – leichter Schützenpanzerwagen („Kanonenwagen“) mit einer 7,5-cm-Kampfwagenkanone 37 bzw. 7,5-cm-Kampfwagenkanone 51 mit 20 Granaten und einem MG 42 mit 2010 Schuss. Besatzung: drei Soldaten. Gewicht: 6,3 t, Höhe: 2070 mm. Ab Herbst 1943 wurden 69 Stück gefertigt. Einsatz ab 1943 in den drei Zugtrupps (je ein Fahrzeug) der Leichten Panzeraufklärungskompanien (gepanzert), ab 1944 je zwei Fahrzeuge in der Kanonengruppe dieser Kompanien zusammengefasst.
- Sd.Kfz. 250/9 – leichter Schützenpanzerwagen mit 2-cm-Kampfwagenkanone 38 L/55 Maschinenkanone mit 100 Schuss im oben offenen Drehturm. Ab Herbst 1943 wurden 796 Stück gefertigt.
- Sd.Kfz. 250/10 – leichter Schützenpanzerwagen mit einer 3,7-cm-PaK 36 L/45 und 216 Schuss. Gewicht: 5,67 t, Höhe mit Schutzschild: 1975 mm. Kein Maschinengewehr, Nahverteidigung mit zwei Maschinenpistolen. Im Herbst 1943 wurden 151 Stück gefertigt.
- Sd.Kfz. 250/11 – leichter Schützenpanzerwagen mit einer 2,8-cm-schweren Panzerbüchse 41 mit 168 Schuss und einem MG mit 1100 Schuss. Besatzung: sechs Soldaten, Gewicht: 5,53 t, Höhe mit Schutzschild: 2135 mm.
- Sd.Kfz. 250/12 – leichter Messtruppwagen bei Panzerbeobachtungsbatterien, z. B. als Lichtmeßstelle.

- Sd.Kfz. 250/1
- Sd.Kfz. 250/3
- Sd.Kfz. 253
- Sd.Kfz. 250/11

## Varianten
Aufbauend auf dem Sd.Kfz. 250 wurden zwei Spezialfahrzeuge für die Sturmgeschütz-Einheiten geschaffen.

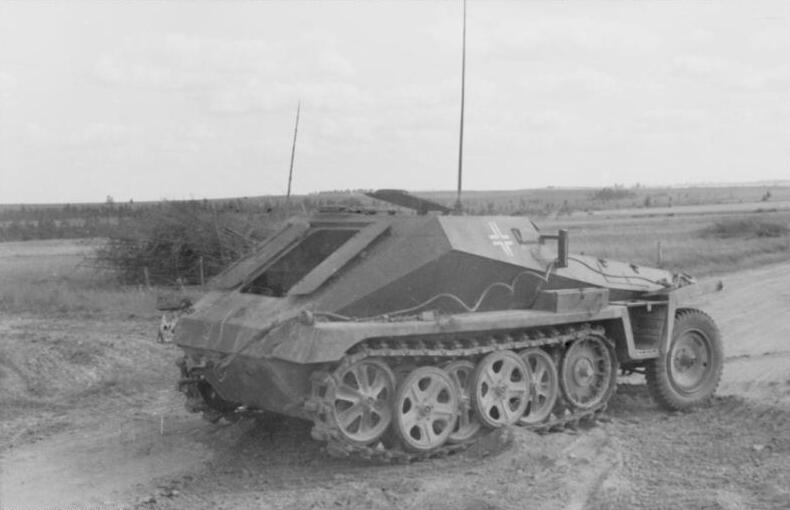
Sd.Kfz. 252 in Russland

### Sd.Kfz. 252
Leichter gepanzerter Munitionskraftwagen für Sturmgeschützeinheiten. Ein MG 34. Besatzung: zwei Soldaten. Gewicht: 5,73 t. Aufbau oben geschlossen. Eingerichtet zum Ziehen des 330 kg schweren Munitionsanhängers Sd.Ah. 32 für 450 kg Munition. 1941/42 wurden 414 Stück gebaut, bis erkannt wurde, dass kein besonderer Aufbau benötigt wurde. Abgelöst durch Sd.Kfz. 250//6.

### Sd.Kfz. 253
Leichter gepanzerter Beobachtungskraftwagen für Sturmgeschützeinheiten. Ein MG 34. Besatzung: vier Soldaten. Aufbau oben geschlossen, mit Scherenfernrohr und Funkgeräten. 1941/42 wurden 285 Stück gebaut, bis erkannt wurde, dass kein besonderer Aufbau benötigt wurde. Abgelöst durch Sd.Kfz. 250//5.

## Einsatz

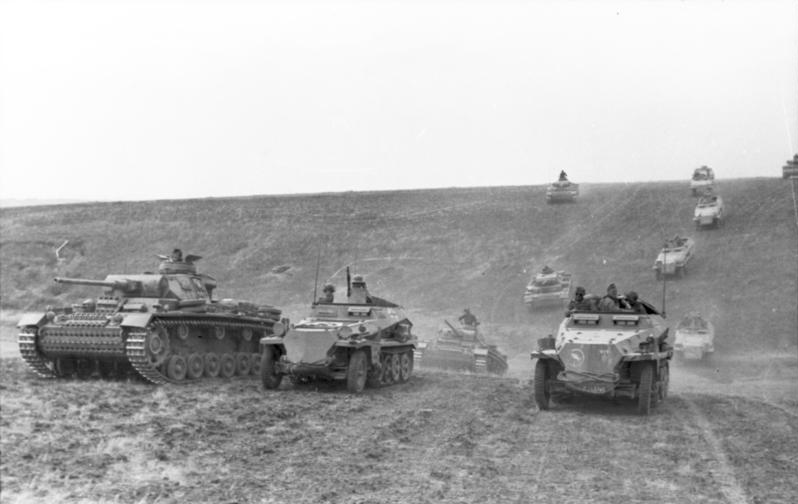
Die Zusammenarbeit mit den Panzern – hier Panzerkampfwagen III – war die Hauptaufgabe der leichten SPW (hier die 24. Panzer-Division)

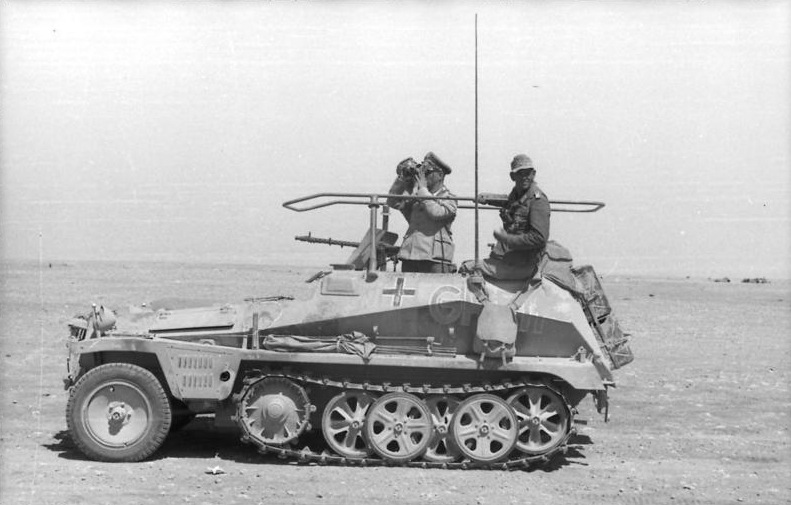
Erwin Rommel in seinem Befehlsfahrzeug Sd.Kfz. 250/3 „Greif“, Juni 1942

Der leichte SPW kam anfangs mit je zwei Fahrzeugen in den Kompanietrupps der Schützenkompanien zum Einsatz. Auch wurde er als Stabsfahrzeug in Nachrichteneinheiten und Artillerieeinheiten verwendet. Für den Einsatz in Sturmgeschützabteilungen wurden 1940 der leichte gepanzerte Munitionskraftwagen Sd.Kfz. 252 und der leichte gepanzerte Beobachtungskraftwagen Sd.Kfz. 253 (jeweils mit geschlossenem Aufbau) auf Basis des Sd.Kfz. 250 entwickelt. Beide wurden ab 1941 nicht mehr produziert und durch die entsprechenden Varianten des Sd.Kfz. 250 abgelöst. Da er in den ersten Kriegsjahren relativ selten war, befanden sich immer nur wenige leichte SPW in den Teileinheiten.
Erst als 1942 die Produktion deutlich gesteigert wurde, konnten größere Einheiten ausgestattet werden. Im Gegensatz zum mittleren SPW, der in den gepanzerten Panzergrenadierkompanien die Hauptausstattung darstellte, setzte die Wehrmacht den leichten SPW in den gepanzerten Aufklärungskompanien der Panzeraufklärungsabteilungen ein. Jede Abteilung hatte zwei bis drei Kompanien mit bis zu 30 leichten SPW verschiedenster Ausführung. Sie gliederte sich in drei Züge mit je drei Gruppen zu zwei leichten SPW, eine Granatwerfergruppe und eine Kanonengruppe auf SPW. Die gepanzerte Aufklärungskompanie wurde in der Praxis selten zu ihrer eigentlichen Aufgabe herangezogen. Oft bildete sie mit Panzereinheiten und Panzerartillerieeinheiten Kampfgruppen, wobei der Kampf möglichst lange vom fahrenden oder stehenden SPW geführt werden sollte.

## Technische Daten

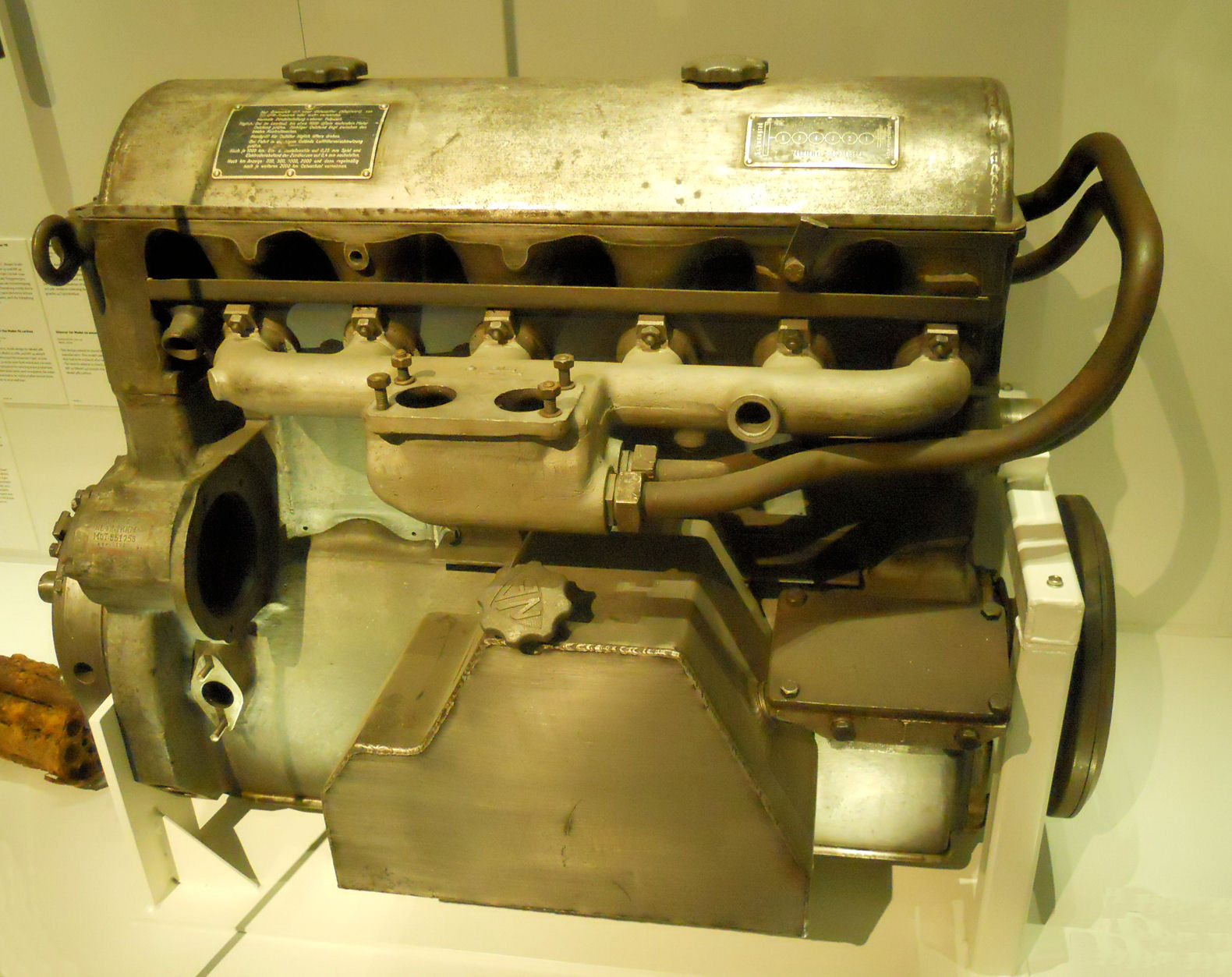
Maybach-Motor HL 42 TRKM

| Allgemeine Eigenschaften     | Allgemeine Eigenschaften       |
| ---------------------------- | ------------------------------ |
| Gewicht                      | 5 t                            |
| Nutzlast                     | 0,7 t                          |
| Länge                        | 4,56 m                         |
| Breite                       | 1,95 m                         |
| Höhe                         | 1,66 m                         |
| Bewaffnung                   |                                |
| Hauptbewaffnung              | 1 × MG 34                      |
| Fahrleistung                 |                                |
| Motortyp                     | Maybach HL 42 TRKM (Ottomotor) |
| Motorbauart                  | Sechszylinder-Reihenmotor      |
| Kühlung                      | Wasser/Pumpe                   |
| Hubraum                      | 4,2 l                          |
| Bohrung × Hub                | 90 × 110 mm                    |
| Verdichtung                  | 1 : 6,6                        |
| Nennleistung                 | 100 PS bei 2800 min−1          |
| Gewichtsbezogene Leistung    | 20 PS/t                        |
| Vorderräder                  | 6,00-20 Gelände                |
| Kettenlänge                  | 6,08 m                         |
| Kettenbreite                 | 240 mm                         |
| Antriebsrad                  | erstes Kettenrad               |
| Laufrollen                   | 4 (Schachtellaufwerk)          |
| Höchstgeschwindigkeit Straße | 65 km/h                        |
| Kraftstoffvorrat             | 140 l                          |
| Reichweite Straße            | 350 km                         |
| Reichweite Gelände           | 200 km                         |
| Bodenfreiheit                | 285 mm                         |
| Wattiefe                     | 700 mm                         |
| Panzerung                    |                                |
| Front                        | 12 mm                          |
| Seite und Heck               | 8 mm                           |